# Кузнецов, Стефан Кирович
Стефан (Степан) Кирович Кузнецов (30 июля [11 августа] 1854, Ильинская пахотная слобода, Вятская губерния — 13 [26] августа 1913, Малмыж, Вятская губерния) — русский историк, археолог, этнограф, педагог, библиограф

, библиофил; статский советник. Один из основоположников русской исторической географии.

## Биография
Родился 30 июля 1854 года в крестьянской семье в Пахотно-Ильинской слободе Малмыжского уезда. Учился в городском приходском училище; в 1866 году окончил уездное училище, в 1873 — императорскую 1-ю казанскую гимназию.
В 1877 году окончил историко-филологический факультет Казанского университета со степенью кандидата. Был оставлен в университете для подготовки к профессорскому званию по кафедре римской словесности; одновременно преподавал греческий язык в 1-й казанской гимназии; в течение года стажировался в Дерптском университете. С 1881 года — приват-доцент по кафедре римской словесности. Одновременно состоял хранителем музея этнографии, древностей и изящных искусств Казанского университета 1879—1885.
С 1885 года работал в Томске библиотекарем в открывшемся университете. Выпустил 4-томный печатный каталог библиотеки (43 796 названий) и отдельный том с описанием медицинской библиотеки В. А. Манассеина (5142 названия). Состоял в профессорской комиссии (председатель проф. М. Г. Курлов) по составлению систематического каталога библиотеки (с 31.5.1891), участвовал в составлении Правил пользования библиотекой (1889—1892), в обсуждении вопросов о постройке нового здания библиотеки (с 1900).
В 1903 году вышел в отставку и переехал в Москву.
В 1907 году стал членом-учредителем Московского археологического института. Читал в институте (и в его филиалах в Смоленске, Витебске, Калуге, Нижнем Новгороде) лекции по исторической географии, курс лекций «Древнерусская метрология», составленный на основе курса Д. И. Прозоровского; преподавал библиотековедение и музееведение. Считал древнерусскую систему мер «правильно построенной системой, ни в чем не уступающей метрическим системам Востока и Запада». Существует мнение, что фактический материал лекций не аргументировал это утверждение.
Одновременно в 1907—1913 годы вёл студенческий кружок при Русском библиографическом обществе Московского университета, реорганизованный в 1913 в комиссию сибирской библиографии Русского библиографического общества.

В городе Малмыже Вятской губернии 13 августа 1913 года скончался профессор Московского археологического института Стефан Кирович Кузнецов. Библиотека Томского университета, где он проработал 18 лет в должности библиотекаря, много обязана труду его, как библиографа, страстного ценителя и любителя книг— Школа и жизнь. — 1913. — № 36. — С. 3.

## Научная деятельность
Собирал материалы по истории Сибири и северных областей европейской России XVII—XIX вв. Производил раскопки в районах Прикамья, Поволжья, Сибири и др.:
- один из первых исследователей Томского могильника[4];
- исследовал курганный могильник «Тохтамышевы юрты» (1889), Вороновский курганный могильник (1890—1891) на левом берегу Оби, «Трояново городище» (1891, 1898, совместно с Ф. Мартином[швед.] и Ж. де Бай), курганный могильник «Архиерейская заимка» (1896)[4].

В 1891 году разработал классификацию медицинской литературы из 42 разделов совместно с В. М. Флоринским. Под его руководством составлены правила библиографического описания (1913).
Изучал творчество и педагогическую деятельность В. А. Жуковского.
Состоял членом Общества археологии, истории и этнографии при Казанском университете (с 1880), Императорского Московского археологического общества (с 1904 — член-корреспондент, с 1905 — действительный член; секретарь археографической комиссии), Русского библиографического общества при Московском университете (с 1907, член-сотрудник), Русского Географического общества, Вятской учёной архивной комиссии. Действительный член Парижского этнографического общества (1882), почётный член Финно-угорского учёного общества в Гельсингфорсе (1884).
Библиотека С. К. Кузнецова насчитывала около 12 000 томов и до 20 000 брошюр по русской истории, этнографии, археологии, в том числе и редкие издания.

### Избранные труды
- Кузнецов С. К. Археолого-этнографические этюды [Атамановы кости; Заметка по поводу реферата Г. Н. Потанина; Отрывки из дорожных заметок]. — Казань : тип. Имп. ун-та, 1882. — 44 с.
- Кузнецов С. К. Атамановы кости : (Старин. кладбище близ с. Черемис. Малмыжа в Малмыж. уезде Вят. губ). — [СПб.] : тип. Имп. Акад. наук, [1879]. — 14 с. — (Отт. из «Изв. Имп. Рус. археол. о-ва». 1879, т. 9, вып. 4, с. 371—379).
- Кузнецов С. К. Загробные верования черемис. — Казань : тип. Губ. правл., 1884. — 10 с.
- Кузнецов С. К. Курс лекций по метрологии и хронологии, читан в Московском археологическом институте в 1908/9 академич. году. — [М.] : изд. действ. слушатель Моск. археол. ин-та Б. Пушкинов, [1909]. — 2+98 с.
  - Кузнецов С. К. Древнерусская метрология : Курс лекций, чит. в 1908/9 учеб. г. в Моск. археол. ин-те С. К. Кузнецовым. — Малмыж на Вятке : тип. Н. Н. Черемшанского, 1913. — 6+138 с.
- Кузнецов С. К. Г. И. Оссовский: Биографический очерк (8.11.1835 — ум. 16.04.1897 г.) — Варшава: Губ. тип., 1898. — [2]+18+4+2 с.
- Кузнецов С. К. Остатки язычества у черемис : (Чит. на общ. собр. Имп. Рус. геогр. о-ва 2 окт. 1885 г.) / Введ. сост. секр. Отд-ния этнографии Ф. М. Истоминым. — [СПб.] : тип. А. С. Суворина, [1885]. — 31 с. — (Перепеч. по распоряжению Имп. Рус. геогр. о-ва из 21 т. «Изв.» О-ва. 1885, вып. 6, с. 449—479).
- Кузнецов С. К. Отчет об археологических разысканиях в окрестностях г. Томска, произведенных летом 1889 года. — Томск : типо-лит. В. В. Михайлова и П. И. Макушина, 1890. — 4+78 с. — (Из 2 кн. «Том. унив. изв.» за 1889 г.)
- Кузнецов С. К. Погребальные маски, их употребление и значение : 1. — Казань : типо-лит. Имп. ун-та, 1906. — 44 с. — (Отт. из «Изв. О-ва археологии, истории и этнографии при Имп. Казан. ун-те». 1906, т. 22, вып. 2, с. 75—118)
- Кузнецов С. К. Русская историческая география : Курс лекций, чит. в Моск. археол. ин-те в 1907—1908 г.: Вып. 1-2. — М.: Моск. археол. ин-т, 1910—1912.
  - Вып. 1: (Меря, мещера, мурома, весь). — М.: Синод. тип., 1910. — [6], 197 с.
  - Вып. 2: Мордва. — М.: печатня А. И. Снегиревой (тип. Пожидаева), 1912. — 73 с.
- Кузнецов С. К. Черемисская секта кугу сорта : Опыт исслед. религиоз. движений среди поволж. инородцев. — М. : тип. Имп. Моск. ун-та, 1909. — 2+59 с. — (Отт. из «Этногр. обозрения». Кн. 79).
- Кузнецов С. К. Четыре дня у черемис во время Сюрэма : Этногр. очерк С. К. Кузнецова, члена сотрудника Имп. Рус. геогр. о-ва. — СПб. : Имп. Рус. геогр. о-во, 1879. — 53 с. — (Сообщ., сделанное г. Кузнецовым в заседании Отд-ния этнографии 20 дек. 1878 г.; Отт. из «Изв. Имп. Рус. геогр. о-ва». Т. 15, вып. 3).

Переиздания
- Кузнецов С. К. Древняя история. Меря, весь, мурома: Русская историческая география. — М.: Merja press, 2013. — 116 с.
- Кузнецов С. К. Русская историческая география : меря, мещера, мурома, весь. — Изд. 2-е, стер. — М. : URSS ЛЕНАНД, [2016] (макет 2017). — 4+197 с. — (Академия фундаментальных исследований: этнология).
- Кузнецов С. К. Русская историческая география : мордва : с приложением работ «Погребальные маски, их употребление и значение» и «Черемисская секта кугу сорта. Опыт исследования религиозных движений среди поволжских инородцев». — [Репр. по изданиям: Русская историческая география. Вып. 2: Мурома. М., 1912; Погребальные маски, их употребление и значение. Казань, 1906; Черемисская секта кугу сорта. Опыт исследования религиозных движений среди поволжских инородцев. М., 1909]. — М.: URSS ЛЕНАНД, 2016 (макет 2017). — 178+2 с. — (Академия фундаментальных исследований: этнология).

## Награды
- 2 серебряные медали Русского Географического общества;
- почётный знак «Officier d’Academie» (1897) французского правительства — за большую просветительскую деятельность[3].

## Память
После смерти С. К. Кузнецова часть его библиотеки была приобретена Московским археологическим институтом, часть распродана через букинистов; 4000 томов в 1921 году были переданы Книжной палате.

## Комментарии
1. ↑  Ныне — деревня Пахотная в Малмыжском районе Кировской области[2].
2. ↑  В источниках местом рождения указывается также Малмыж[3].
3. ↑  Библиотековедение как самостоятельная дисциплина впервые в России стало преподаваться в Московском археологическом институте[4].